# Pipturus argenteus

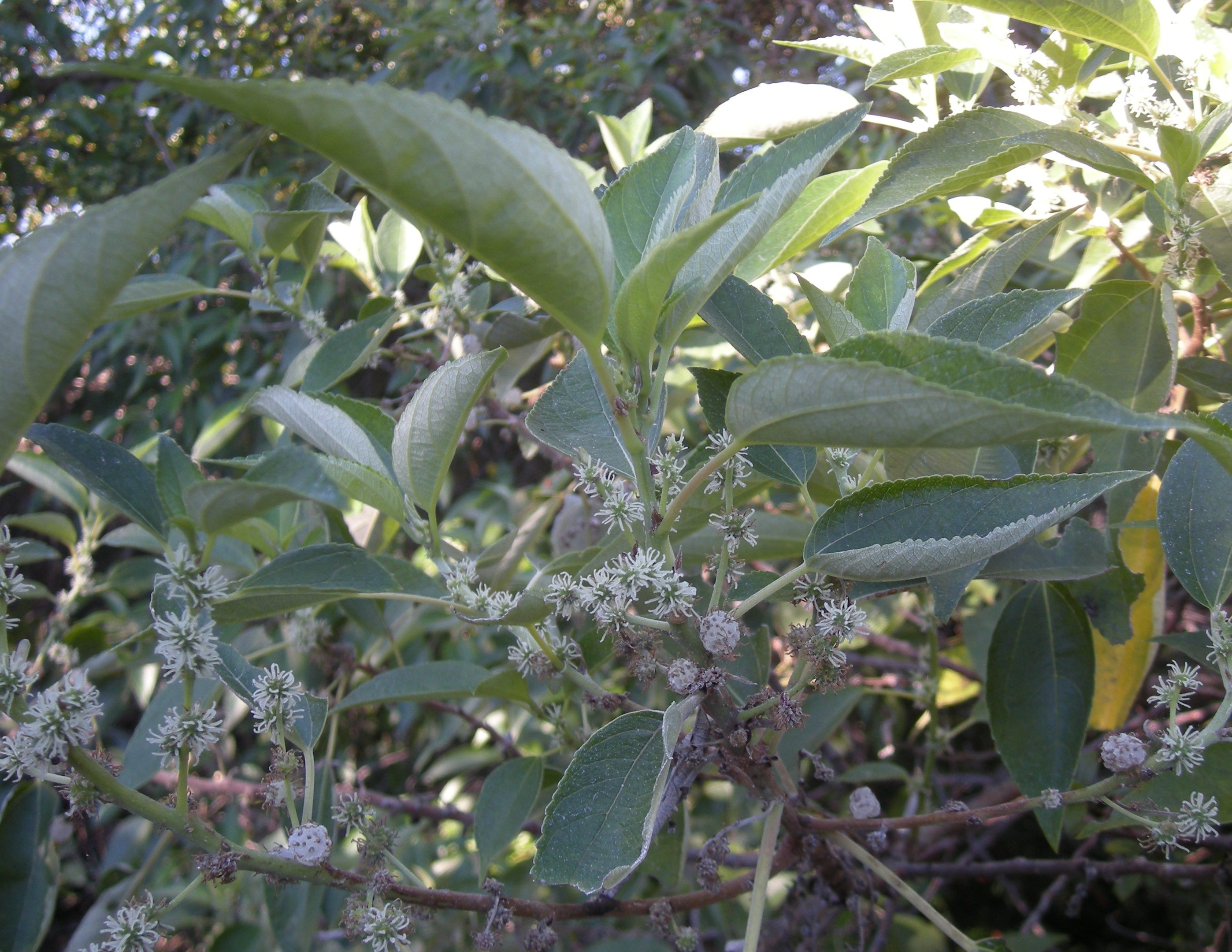
Weibliche Blüten, Blätter und Früchte

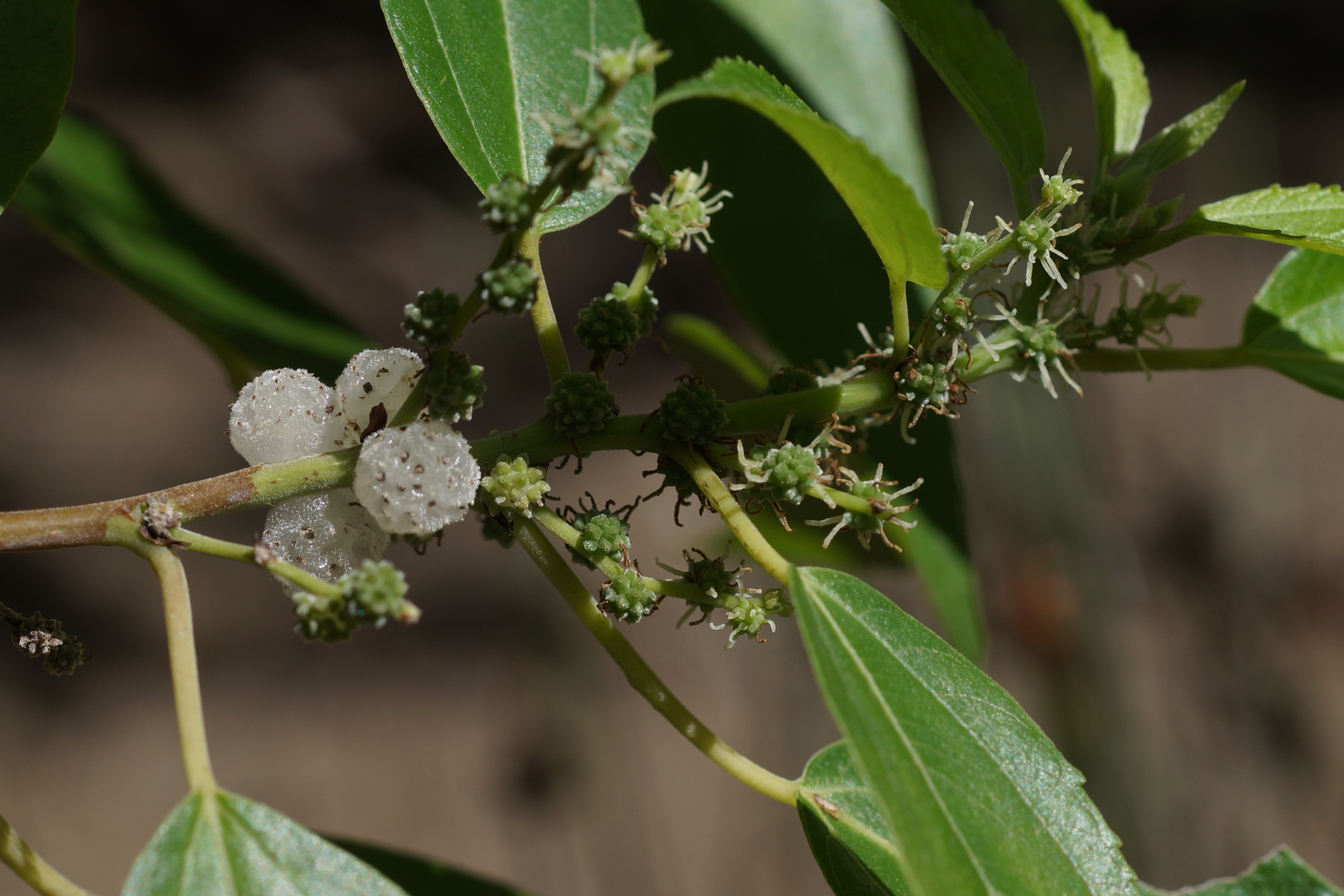
Früchte und weibliche Blütenstände

Pipturus argenteus oder die Australische Maulbeere ist eine Pflanzenart in der Familie der Brennnesselgewächse aus dem nördlichen bis östlichen Australien und Neuguinea, dem mittleren bis südlichen Südostasien bis nach Mikronesien, Melanesien und Polynesien.

## Beschreibung
Pipturus argenteus wächst als immergrüner Strauch oder als Baum mit schlankem, kurzem Stamm bis über 15 Meter hoch, sie bleibt aber meist einiges kleiner. Der Stammdurchmesser erreicht bis über 20 (40) Zentimeter. Die glatte Borke ist gräulich.
Die einfachen und kurz gestielten Laubblätter sind wechselständig, schraubig. Die schlanken, teils rötlichen Blattstiele sind bis über 12 Zentimeter lang. Die Blätter sind ledrig, schmal eiförmig bis verkehrt-eiförmig, vorderseits gesägt bis gekerbt und zugespitzt bis geschwänzt. Die bis über 15 Zentimeter langen Blätter sind oberseits fast kahl und unterseits dicht weiß, wollig behaart. An der Basis sind sie leicht herzförmig bis abgerundet oder spitz. Die Nervatur ist dreizählig. Es sind kleine, abfallende und intrapetiolare, verwachsene und zweiteilige Nebenblätter ausgebildet.
Die Blätter besitzen viele kleine Zystolithen.
Pipturus argenteus ist zweihäusig diözisch. Die sehr kleinen Blüten erscheinen achselständig in kleinen, sitzenden Knäueln, Köpfchen, die selten einzeln oder an kurzen Ähren bis wenig verzweigten Rispen stehen. Die eingeschlechtlichen, sitzenden bis kurz gestielten Blüten sind grün-weiß mit einfacher Blütenhülle. Es sind jeweils 4 Tepalen vorhanden. Die männlichen Blüten besitzen 4 klappige Tepalen und 4 kurze Staubblätter sowie einen zu Haarbüscheln reduzierten Pistillode. Die weiblichen Blüten besitzen einen oberständigen, einkammerigen, vom ei-, flaschenförmigen, feinzähnigen, fein behaarten Perianth umschlossenen Fruchtknoten mit langem, einseitig weiß behaartem Narbenast am minimalen Griffel.
Es werden kleine maulbeerähnliche, rundliche und weißliche, etwa 6–9 Millimeter große, fleischige Fruchtverbände (Scheinfrucht) gebildet. Die eiförmigen, einsamigen Einzelfrüchte mit bestandigem, leicht fleischigem Perianth stehen zu mehreren am Rand des vergrößerten, haarig-fleischigen Blütenstandsboden. Die bräunlichen, kahlen, glänzenden, eiförmigen und abgeflachten Achänen (Nüsschen) sind etwa 0,7–0,8 Millimeter groß.

## Verwendung
Die Früchte sind essbar. Aus der Rinde kann eine Faser gewonnen werden. Sie wurde wie jene von Talipariti tiliaceum oder Pipturus albidus genutzt.